# サンダウン級機雷掃討艇
サンダウン級機雷掃討艇（英語: Sandown-class minehunter）は、イギリス海軍が運用する機雷掃討艇の艦級。計画名はSRMH（英語: Single Role Minehunter）であった。建造費は4600万ドル（10番艇の場合）。

## 来歴
イギリス海軍では、1979年よりハント級掃海艇の運用を開始していた。これは船質をガラス繊維強化プラスチック（GFRP）とし、またPAP-104機雷処分具による機雷掃討システムを採用するなど、設計・装備の両面で刷新されていた。しかし比較的大型の掃海・掃討両用艇であり、またFRP艇としては過渡期の設計を採用していたこともあって、建造費は3,000万ポンド（約100億円）に高騰してしまった。このため、当初は24隻の建造が予定されていたものの、最終的な建造数は13隻にとどまった。このことから、同級を補完するため、深深度海域での係維掃海能力に特化した鋼製艇と、掃海能力を省いたFRP製の掃討専用艇（Single Role Minehunter; SRMH）の組み合わせが計画された。このうちの後者として建造されたのが本級である。なお、前者として建造されたのがリバー級掃海艇であった。
本級の設計は1983年にヴォスパー・ソーニクロフト社に対して発注され、ネームシップは1985年8月28日に発注された。

## 設計
船型としては中央船楼型が採用された。掃海艇では船首楼を設けて高くしているのに対して、乾舷を最低限として、低速時に艇首が風に落とされないようにしたものである。また艇尾に重いフォイト・シュナイダープロペラを備えていることから、水線幅を広げて容積を十分に確保している。船質は、ハント級と同様にGFRPとされた。しかし同級では木製船殻構造を踏襲した横肋骨方式とされていたのに対し、本級では、GFRPの特性を活かすとともに建造コストの低減を図り、外板はMR-FRPの単板、また船底を縦式構造、船側および甲板を横肋骨構造としたコンバインド構造が採用された。成形手法としては、インフュージョン成形の一種であるSCRIMP工法が用いられた。
主機関としては、パクスマン・ベンチュラ6RPA200-EM1500ディーゼルエンジン2基を搭載して、フォイト・シュナイダープロペラを直接駆動することで15ノットを発揮できる。一方、静音性が要求される掃討時には、ラフト上に架された電動機（200馬力）からのベルト駆動により、7ノットを発揮できる。また精密な操艦のため、バウスラスターも備えている。特に機雷掃討時には定点保持（Hoverring Positioning）が求められることから、SPCS（Ship Positioning Control System）が開発・搭載されている。期待する方位を保ちつつホバリングするダイナミック・ポジショニング（DP）制御と、装備機器の性能が外力に追随できずDP制御の限界を超えると判断された場合に使用される船位保持法（Position Control by Maneuvering, PCM）があり、それぞれ自動的にコントロールできるとされている。
電源としては、パーキンスV8-250Gディーゼルエンジン（335馬力）を用いたモーズレイ発電機を3セット搭載する。

## 装備
掃海艇情報処理装置としては、本級向けとして新開発されたNAUTIS-Mが搭載された。これは機雷戦艦艇で求められる対衝撃性（30G）、非磁性などの要求を達成している。3台のコンソールからなっており、レーダーや機雷探知機などと連接されて、航海情報管理、また対機雷戦計画・評価支援機能を備えている。
機雷探知機としては、プレッシー社の2093型が搭載された。これは船底装備式と可変深度式を兼ねたものであり、12ノットまで曳航可能である。捜索用としては80キロヘルツを使用して最大探知距離1,200メートル、分解能1.5度の性能を発揮できる。また類別用としては350キロヘルツを使用して最大探知距離300メートル、分解能0.3度の性能を発揮できる。使用可能深度は300メートルまでである。
機雷処分具としては、RCMDS（remote-controlled mine-disposal system） Mk.2（PAP-104 Mk.5）が搭載された。これはハント級で採用された浅深度用のRCMDS Mk.1（PAP-104 Mk.3）の発展型であり、中深度用としてやや大型化するとともに全体的な性能向上を図っている。これに加えて、使い捨て式のアトラス社製シーフォックスC型自走式機雷処分用弾薬を後日装備した。また水中処分員用として、2名用減圧チャンバーを備えている。

## 近代化改修
2016年、エストニア国防省はタレスUKとサンダウン級の能力向上改修に関する契約を行った。この改修には新型のタレス M-CUBE情報処理装置、タレス 2193型機雷探知機、改良型の航法システムのほか、多数の改良や不具合修正が含まれている。エストニア海軍の旗艦である「アドミラル・コーワン」は、2018年7月から12月にかけて改修を行った。

## 同型艦
1987年から1993年にかけて、まず5隻が建造された。その後、1995年9月より建造が再開されたが、総建造数は当初計画の20隻から12隻に削減された。更にサウジアラビア向けとして同型艇3隻が建造されたほか、スペインのイザル社で、同国海軍向けの派生型としてセグーラ級6隻が建造された。また海上自衛隊のすがしま型（07MSC）も、本級に範をとって、そのシステムを導入して建造されている。
2023年夏、イギリス海軍での退役艦2隻がウクライナ海軍へ引き渡された。さらに2隻が引き渡される予定。
|                    | 当初運用国 | 当初運用国                  | 当初運用国 | 当初運用国 | 当初運用国                 | 退役/再就役後                                        | 退役/再就役後                                        | 退役/再就役後                                                            | 退役/再就役後 |
| #                  | 艦名       | 進水                        | 就役       | 退役       | 再就役先                   | #                                                    | 艦名                                                 |                                                                          |               |
| ------------------ | ---------- | --------------------------- | ---------- | ---------- | -------------------------- | ---------------------------------------------------- | ---------------------------------------------------- | ------------------------------------------------------------------------ | ------------- |
| イギリス海軍       | M 101      | サンダウン HMS Sandown      | 1988年4月  | 1989年6月  | 2005年                     | エストニア海軍                                       | M 313                                                | アドミラル・コーワン EML Admiral Cowan                                   |               |
| イギリス海軍       | M 102      | インヴァネス HMS Inverness  | 1990年2月  | 1991年5月  | 2005年                     | エストニア海軍                                       | M 314                                                | サカラ EML Sakala                                                        |               |
| イギリス海軍       | M 103      | クローマー HMS Cromer       | 1990年10月 | 1992年4月  | 2001年11月                 | 海軍兵学校の練習船として使用、「ヒンドスタン」を襲名 | 海軍兵学校の練習船として使用、「ヒンドスタン」を襲名 | 海軍兵学校の練習船として使用、「ヒンドスタン」を襲名                     |               |
| イギリス海軍       | M 104      | ウォルニー HMS Walney       | 1991年11月 | 1993年2月  | 2010年10月                 |                                                      |                                                      |                                                                          |               |
| イギリス海軍       | M 105      | ブリッドポート HMS Bridport | 1992年7月  | 1993年11月 | 2004年                     | エストニア海軍                                       | M 315                                                | ウガンディ EML Ugandi                                                    |               |
| イギリス海軍       | M 106      | ペンザンス HMS Penzance     | 1997年3月  | 1998年5月  | イギリス海軍で就役中       |                                                      |                                                      |                                                                          |               |
| イギリス海軍       | M 107      | ペンブルック HMS Pembroke   | 1997年12月 | 1998年10月 | 2023年                     | ルーマニア海軍                                       |                                                      | カピタン・コンスタンティン・ドゥミトレスク Căpitan Constantin Dumitrescu |               |
| イギリス海軍       | M 108      | グリムズビー HMS Grimsby    | 1998年8月  | 1999年9月  | 2022年10月                 | ウクライナ海軍                                       | M 315                                                | チェルニーヒウ Chernihiv                                                 |               |
| イギリス海軍       | M 109      | バンガー HMS Bangor         | 1999年4月  | 2000年7月  | イギリス海軍で就役中       | イギリス海軍で就役中                                 | イギリス海軍で就役中                                 | イギリス海軍で就役中                                                     |               |
| イギリス海軍       | M 110      | ラムジー HMS Ramsey         | 1999年11月 | 2000年9月  | 2021年8月4日               |                                                      |                                                      |                                                                          |               |
| イギリス海軍       | M 111      | ブライス HMS Blyth          | 2000年7月  | 2001年2月  | 2021年8月4日               | ルーマニア海軍                                       | M 270                                                | サブロコテネント イオン ギクレスク Sublocotenent Ion Ghiculescu          |               |
| イギリス海軍       | M 112      | ショアハム HMS Shoreham     | 2001年4月  | 2002年7月  | 2022年10月                 | ウクライナ海軍                                       | M 311                                                | チェルカースィ Cherkasy                                                  |               |
| サウジアラビア海軍 | 420        | アル・ジャウフ HMS Al Jawf  | 1989年8月  | 1991年12月 | サウジアラビア海軍で就役中 | サウジアラビア海軍で就役中                           | サウジアラビア海軍で就役中                           | サウジアラビア海軍で就役中                                               |               |
| サウジアラビア海軍 | 422        | シャクラー HMS Shaqra       | 1991年5月  | 1993年2月  | サウジアラビア海軍で就役中 | サウジアラビア海軍で就役中                           | サウジアラビア海軍で就役中                           | サウジアラビア海軍で就役中                                               |               |
| サウジアラビア海軍 | 424        | アル・カルジ HMS Al Kharj   | 1993年2月  | 1994年9月  | サウジアラビア海軍で就役中 | サウジアラビア海軍で就役中                           | サウジアラビア海軍で就役中                           | サウジアラビア海軍で就役中                                               |               |